# Freiherr von Poschinger Glasmanufaktur
Freiherr von Poschinger Glasmanufaktur est une entreprise allemande de l'industrie du verre. Elle a toujours été détenue et dirigée par la famille du fondateur, Joachim Poschinger. Fondée en 1568 et encore en activité en 2009.

## Métier
Elle est spécialisée dans la fabrication de verre soufflé à la bouche et de cristal.